# Parafia Wniebowzięcia Najświętszej Maryi Panny w Kręgu
Parafia Wniebowzięcia Najświętszej Maryi Panny w Kręgu – parafia rzymskokatolicka, znajdująca się w diecezji pelplińskiej, w dekanacie Skarszewy.